# Beloretxka
Beloretxka (en rus: Белоречка) és un poble (un possiólok) de l'óblast de Sverdlovsk, a Rússia, segons el cens del 2010 tenia 319 habitants.